# Pekan Tutong
Pekan Tutong of kortweg Tutong ('pekan' = "stad") is een kuststad in Brunei en het bestuurlijk centrum van het district (daerah) Tutong hierbinnen, alsook de gelijknamige mukim Pekan Tutong in dit district. Met 13.000 inwoners (1991) is het de vierde stad van het land. Pekan Tutong vormt een industrieel centrum binnen Brunei en ligt aan de monding van de rivier de Tutong.
In de stad bevinden zich een drietal middelbare scholen, een ziekenhuis en een markt.